# Голіцин Юрій Миколайович
Юрій Миколайович Голіцин (нар. 29 листопада (11 грудня) 1823, Петербург — 2 (14) вересня 1872, Петербург) —  князь,  російський хоровий диригент, композитор, створив перший російський народний хор.

## Біографія
Син Миколи Борисовича Голіцина. Виховувався в Пажеському корпусі. Після закінчення Пажеського корпусу служив у Харкові чиновником для особливих доручень. Коли вийшов у відставку, зайнявся музикою. Брав уроки у Г. Я. Ломакіна, пізніше у німецького музиканта А. Рейхеля в Дрездені і М. Гауптмана в Лейпцигу. У 1842 році організував з кріпаків хор, який існував до 1857 року. Капела виступала у багатьох містах Росії. Голіцин був знайомий з Олександром Герценом, який залишив свої спогади про Юрія Миколайовича Голіцина в частині 7 свого літературного твору "Минуле і думи". Князь Голіцин листувався з Герценом. Наслідком листування стала висилка Юрія Голіцина в 1859 році в Козлов під нагляд поліції. У 1860 році таємно виїхав з Росії. Вів концертну діяльність у Лондоні, пропагуючи російську музику. Виступи хору та оркестру під керуванням Голіцина з великим успіхом пройшли в Англії, Ірландії, Шотландії. Повернувшись на батьківщину в 1862 році, оселився в Ярославлі, де знову створив хор, з 1865 року відновив з ним гастролі. У 1868 році концертував з успіхом в Америці, виконуючи зі своїм хором російські народні пісні.
Виступав як музичний критик в періодичній пресі.
Помер Юрій Миколайович у Петербурзі і був похований в Олександро-Невській лаврі.

## Композитор
В 1861 році з нагоди скасування кріпосного права в Росії Голіцин написав оркестрові  фантазії "Звільнення". Автор фортепіанних п'єс ("Вальс Герцена" в 4 руки, 1860), романсів, вокальних дуетів, тріо, духовної музики. 

## Мемуарист
Написав спогади "Минуле і сучасне. Із записок Ю. М. Голіцина".

## Пам'ять
У 1987 році режисер Борис Бунєєв зняв фільм "Сильніше за всіх інших велінь" ("Сюїта на російські теми") за повістю Ю. Нагібіна "Юрка-музикант".